# Тони Катић
Тони Катић (Макарска, 9. јул 1992) је хрватски кошаркаш. Игра на позицији плејмејкера, а тренутно наступа за Цибону.

## Биографија
У млађим категоријама играо је за Сплит, а у дресу овог клуба је током сезоне 2009/10. започео и сениорску каријеру.
У јулу 2013. потписао је трогодишњи уговор са Широким. У клубу из Широког Бријега задржао се две сезоне и освојио Куп Босне и Херцеговине за 2014. годину.
Од јула 2015. игра за Цедевиту и до сада је са њом освојио седам домаћих трофеја — три првенства и четири купа.

## Успеси

### Клупски
- Широки:
  - Куп Босне и Херцеговине (1): 2014.

- Цедевита:
  - Првенство Хрватске (3): 2015/16, 2016/17, 2017/18.
  - Куп Хрватске (4): 2016, 2017, 2018, 2019.
  - Суперкуп Јадранске лиге (1): 2017.